# NGC 5423
NGC 5423 (również PGC 50028 lub UGC 8952) – galaktyka eliptyczna (E-S0), znajdująca się w gwiazdozbiorze Wolarza. Odkrył ją Wilhelm Tempel 25 kwietnia 1883 roku.